# Богорский зоологический музей
Богорский зоологический музей (англ. Bogor Zoology Museum) — музей, который находиться рядом с главным входом Богорского ботанического сада в городе Богор, Индонезия. Музей и его лаборатория были основаны правительством Голландской Ост-Индии в 1894 году,  во времена колониального правления. Он содержит одну из крупнейших коллекций сохранившихся образцов фауны в Юго-Восточной Азии.

## История
Богорский зоологический музей был основан доктором Джейкобом Кристианом Кёнигсбергом в августе 1894 года, который первоначально был лишь лабораторией в углу богорского ботанического сада,(ранее известный как Lands Plantentuin —  нидерл. Земельный ботанический сад). Первая лаборатория была известна как Landbouw Zoologisch Laboratorium (нидерл. Лаборатория сельскохозяйственной зоологии), которая специализировалась на насекомых — вредителях растений.
Вдохновленный своим визитом на Шри-Ланку в 1898 году доктор Кёнигсберг начал собирать образцы видов животных при помощи доктора Мелхиора Трейба. К концу августа 1901 года здание, которое предназначалось для зоологического музея, было закончено и в дальнейшем оно будет известно, как Zoologisch Museum and Wekplaats (нидерл. Зоологический музей и мастерская). В 1906 году музей и лаборатория были объединены и переименованы в Zoologisch Museum en Laboratorium (нидерл. Зоологический музей и лаборатория). Своим нынешним названием музей стал известен после того как Индонезия получила независимость в 1950 году. 
В 1987 году учреждение, которое было известно, как Zoologicum Bogoriense было переименовано в Ассоциацию научного исследования и развития зоологии (индон. Balai Penelitian dan Pengembangan Zoologi), которая находится под контролем Pusat Penelitian dan pengembangan biologi (Puslitbang Biologi) (индон. Института  исследований и развития биологии). Коллекция, которой музей обладает на сегодняшний день, была помещена в нём только в 1997 году при поддержке Всемирного банка и правительства Японии.

## Характеристика
Богорский зоологический музей имеет площадь 1500 кв. м и содержит одну из самых обширных коллекций фауны в Азии. В помещении музея есть 24 отдела и из-за хрупкости некоторых образцов температура в музее поддерживается на уровне 22 °C. Коллекция музея включает также в себя образцы окаменевших, хорошо сохранившихся животных:
- Насекомые — 12 000 видов и 2 580 000 образцов.
- Млекопитающие — 650 видов и 30 000 образцов.
- Птица — 1000 видов и 30 762 образцов.
- Рептилии и амфибии — 763 видов и 19 937 образцов.
- Моллюски — 959 видов и 13 146 образцов.
- Беспозвоночные — 700 видов и 15 558 образцов.

В музее также находится скелет синего кита Balaenoptera musculus, который является крупнейшим в своем роде в Индонезии.